# Križni put
Križni put, također i Put križa (lat. Via Crucis), katolička je molitveno-meditacijska pobožnost razmatranja Isusove muke od osude na smrt do polaganja njegova tijela u grob. Sastoji se od 14 postaja. Za svaku postaju u crkvama ili na javnim mjestima postavljaju se slike ili kipovi s likovnim prikazima Isusove muke.
Pobožnost potječe iz Jeruzalema. Nastala je tijekom hodočašća kada su vjernici obilazili mjesta Isusove muke. Križni put promicali su sv. Franjo Asiški i franjevci, a pobožnost se značajnije proširila u 18. stoljeću.
Molitveni dio križnoga puta sastoji se od pripravne molitve, zatim od četrnaest molitvi za svaku postaju i završne molitve. Svaka od molitvi 14 postaja počinje zazivom: „Klanjamo ti se Kriste i blagoslivljamo Te, jer si po svojem svetom križu otkupio svijet.” Zatim slijedi razmatranje prigodno za pojedinu postaju, molitve Oče naš, Zdravo Marijo i Slava Ocu, zaziv „Smiluj nam se Gospodine! Smiluj nam se!” i jedna strofa pjesme „Stala plačuć' tužna mati” (lat. Stabat mater dolorosa). Crkva vjeruje da svatko tko aktivno sudjeluje u pobožnosti Križnoga puta dobiva brojne milosti i potpun oprost grijeha ako se taj dan ispovijedi i pričesti.
Likovni prikaz postaja križnoga puta postao je sastavni dio crkvenih interijera: sastoji se od 14 slika ili kipova koji predstavljaju prizore Isusova trpljenja. Ta tradicija postoji od 17. stoljeća.
Papa svake godine na Veliki petak predvodi pobožnost križnog puta u rimskom Koloseju. To je posebno popularizirao papa Ivan Pavao II., a nastavio je i njegov nasljednik papa Benedikt XVI. Dok je Ivan Pavao II. bio zdrav, osobno je nosio križ od postaje do postaje, a zadnjih godina njegova pontifikata to su činili odabrani vjernici iz cijeloga svijeta.

## Povijest
Postaje križnog puta imaju počelo u hodočašćima u Jeruzalem. Želja za reprodukcijom svetih mjesta u drugim državama, pojavila se vrlo rano. U samostanu Santo Stefano u Bologni skupina povezanih kapela nadahnutih Svetom Zemljom izgrađena je još u 5. stoljeću. Ideja je potekla od sv. Petronija, biskupa u Bologni, koji je skupinom povezanih kapela predstavio važnija svetišta u Jeruzalemu, a kao posljedica toga, ovaj samostan je postao poznat kao "Sveti Jeruzalem". To se može smatrati pretečom križnoga puta, iako se smatra da prije otprilike 15. stoljeća nije bilo križnoga puta u suvremenom smislu.
Iako nekoliko putnika koji su posjetili Svetu Zemlju tijekom 12., 13., i 14. stoljeća (npr. Riccoldo da Monte di Croce, Burchard od gore Sion, James iz Verone), spominju Via Sacra („Sveti put”), kojim su išli hodočasnici, ne radi se o sadašnjem križnome putu.
Franjevci su dobili upravu kršćanskih svetih mjesta u Jeruzalemu 1342. godine i razvili pobožnost Via Dolorosa („Put suza”). To je ulica unutar zidina Starog grada u Jeruzalemu, koja obilježava posljednji put Isusa Krista na brdo Golgota, gdje je Isus bio razapet na križu. Put je obilježen s 14 postaja, a svaka postaja označava biblijski događaj Isusove muke, od suđenja u rimskoj tvrđavi Antonia do vrha Golgote (poznata i kao Kalvarija). Posljednjih pet postaja događale su se na brdu Golgota, gdje je danas Bazilika Svetog groba.
Najstarija upotreba riječi "postaja", za uvriježena mjesta na "Via Sacra" (hrv. "Sveti put") u Jeruzalemu, javlja se u priči engleskog hodočasnika, Williama Weya, koji je posjetio Svetu zemlju sredinom 15. stoljeća, a opisao je hodočasnike, koji su slijedili Isusov križni put. Godine 1521. pojavila se knjiga "Geystlich Strass" s ilustracijama postaja u Svetoj zemlji.
Tijekom 15. i 16. stoljeća franjevci su počeli graditi prve postaje križnoga puta u Europi. Broj postaja je varirao između sedam i trideset; sedam je bilo uobičajeno. Bile su najčešće smještene, u malim kućicama, uz pristup crkvi. Njemački kipar Adam Kraft 1490. napravio je takve postaje, koje vode do crkve sv. Ivana u Nürnbergu. Veći broj takvih postaja izgrađen je na atraktivnim šumovitim brežuljcima kao što su: Sacro Monte di Domodossola (1657.) i Sacro Monte di Belmonte (1712.) u Italiji, te Sacri Monti upisan na UNESCOv popis mjesta svjetske baštine u Europi. To je kršćanski simbolički kompleks na obronku brda ili planine sa serijom kapela u kojima su prizori života Isusa Krista, Djevice Marije ili nekog sveca, u vidu skulpture ili slike. One zapravo žele podsjetiti na Novi Jeruzalem i pružiti priliku hodočasnicima mogućnost da posjete mjesta Isusove muke u vrijeme kada nije bilo moguće otputovati u Svetu Zemlju. Nalaze se na uzvišenom mjestu, u prirodnom okolišu, obično blizu grada i na nekom hodočasničkom putu. Uspon na sveto brdo je proživljavanje križnog puta kojim se Isus popeo na Kalvariju (Put suza).
Godine 1686., kao odgovor na njihovu molbu, papa Inocent XI. odobrio je franjevcima pravo postavljanja postaja križnoga puta u franjevačkim crkvama. Godine 1731., papa Klement XII. proširiti je pravo na sve crkve, uz uvjet da postaje križnoga puta postave franjevci, uz suglasnost mjesnog biskupa. U isto vrijeme broj postaja križnoga puta utvrđen je na četrnaest. Godine 1857., biskupi Engleske dobili su pravo podizati postaje križnoga puta, bez intervencije franjevaca, a 1862. to pravo prošireno je na sve biskupe u Crkvi.

## Isusov križni put
Isusov križni put opisan je u Novome zavjetu. On slijedi nakon suđenja Isusu i njegova mučenja (Bičevanje Isusa, Trnova kruna), što se često ubraja u Isusove muke. Pogubljenje na križu, Isusovo razapinjanje, je središnji događaj Križnog puta.
Isus je bio predan rimskom upravitelju Ponciju Pilatu. Ispitao ga je i nije našao nikakve krivice, ali je pod pritiskom naroda i svećenstva osudio Isusa na smrt razapinjanjem na križ. Vojnici su ga bičevali, stavili mu trnovu krunu oko glave i rugali mu se. Do gore Kalvarije, nosio je teški križ, pod kojim je više puta padao na zemlju.
Put do Golgote inače traje oko 15 minuta. Isusu je trebalo oko pola sata, jer je bio bičevan, glava ga je boljela od trnove krune, imao je rane po tijelu, oslabio je i patio boli u duši.
Put se prvo spušta pa zatim strmo uspinje do Kalvarije. Isus je padao tri puta pod križem, koji ga je nizbrdo pritiskao, a uzbrdo vukao natrag. Isusa su pratili rimski vojnici i ljudi koji su se okupili te oni koji su prolazili tim putem. Vojnici su bili grubi, vrijeđali su Isusa kada je padao i udarali ga. Dio puta ulice su bile pune ljudi. Neprijatelji su ga ismijavali i dobacivali mu pogrde.
Isusu je bilo sve teže, kako je put postajao strmiji. Trebala mu je pomoć, da ne umre putem. Rimski vojnici nagovorili su Šimuna Cirenca da Isusu pomogne nositi križ. On je bio iz pokrajine Cirene na sjevernoj obali Afrike, bio je potomak židovskih doseljenika. Šimun Cirenac je u početku nevoljko nosio križ, a kasnije mu je bilo drago da može pomoći Isusu.
Pobožne jeruzalemske žene žalile su i oplakivale Isusa. Veronika mu je pružila rubac, da obriše krvavo lice. Na gori Kalvariji, vojnici su mu dali ocat pomiješan sa žuči, koji je okusio. Svukli su mu odjeću, razapeli ga na križ i pribili mu čavlima ruke i noge. Nad glavu su mu stavili natpis „Isus Nazarećanin, kralj židovski”. Razapeli su dva zločinca, jednog Isusu s desne strane, a drugog s lijeve. Vojnici su razdijelili među sobom Isusovu odjeću. Pod križem je bilo mnoštvo ljudi, među kojima i Marija, apostol Ivan i Marija Magdalena. Uskrsnuo je treći dan i slavno izašao iz groba.

## Postaje križnoga puta
1. Isusa osuđuju na smrt
2. Isus prima na se križ
3. Isus pada prvi put pod križem
4. Isus susreće svoju svetu Majku
5. Šimun Cirenac pomaže Isusu nositi križ
6. Veronika pruža Isusu rubac
7. Isus pada drugi put pod križem
8. Isus tješi jeruzalemske žene
9. Isus pada treći put pod križem
10. Isusa svlače
11. Isusa pribijaju na križ
12. Isus umire na križu
13. Isusa skidaju s križa
14. Isusa polažu u grob

Ovo je tradicionalan redoslijed postaja. Ponekad se mijenja raspored i uvode neke druge postaje te Isusovo uskrsnuće kao 15. postaja.

## U moderno vrijeme
Pobožnost križnoga puta vjernici mogu moliti sami, hodajući i moleći od jedne postaje prema drugoj, ili zajednički sa svećenikom i ministrantom koji nosi križ. Ima četrnaest postaja, koje mogu biti izražene na razne umjetničke načine, slikama, skulpturama, križevima i sl. Obično se blagoslove nakon prvoga postavljanja.
U Rimokatoličkoj Crkvi, na Veliki petak Papa predvodi križni put na rimskome Koloseumu. Svake godine druga osoba je pozvana da napiše meditacijske tekstove za postaje križnoga puta. Među njima je bilo i onih koji nisu katolici. I pape su osobno pisali tekstove za križni put za pojedine godine kao npr. papa Ivan Pavao II. za Svetu godinu 1984. i Veliki jubilej 2000. godine i koristio je tradicionalne uobičajene postaje križnog puta. I papa Benedikt XVI. je pisao tekst za križni put u Koloseumu za vrijeme svoga pontifikata.
Pobožnost križnoga puta je osobito česta petkom u korizmi. Proslava je u zajednici vjernika obično popraćena prigodnim pjesmama i molitvama. Osobito česta pjesma kao glazbena pratnja je Stala plačuć' tužna mati (lat. Stabat Mater). Na kraju svake postaje ponekad se pjeva Adoramus Te, kao i Aleluja, osim za vrijeme korizme.
Redatelj Mel Gibson u filmu Pasija iz 2004. godine slijedom radnje prati Isusov križni put. Četrnaesta i zadnja stanica, pokop, nije vidljivo prikazana (u odnosu na ostalih trinaest), ali to se podrazumijeva, jer posljednja scena filma pokazuje Isus, koji je uskrsnuo i napušta grob.

## Kalvarija
Golgota (latinski: kalvarija) je brdo izvan Jeruzalema gdje je prema Bibliji razapet Isus Krist. Brdo se tada nalazilo izvan zidina Jeruzalema, ali premda se grad širio, danas se ovo mjesto nalazi unutar grada. Latinska riječ "kalvarija" znači lubanja, jer je brdo od kamena i u silueti vjerojatno podsjećalo na lubanju. Tamo su svojedobno izvršavana pogubljenja.
Danas se pod imenom kalvarija naziva uređena uzvisina s uređenim putem i postajama križnog puta koja završava trima križevima ili prikazom Isusova uskrsnuća. Namijenjena je za posjećivanje i hodočašće, poglavito u vrijeme korizme. Prikazuje prizore muke Isusa Krista.
Prikazi kalvarije vrlo su česti naročito u cijeloj sjevernoj Francuskoj od Bretanje na istoku te u Belgiji, Italiji, Poljskoj i Španjolskoj. Kalvarije u Bretanji, a i drugdje uključuju trodimenzionalne figure koje okružuju sam prikaz raspeća, obično predstavljaju Blaženu Djevicu Mariju i Isusove apostole, iako se javljaju i skulpture svetaca. Najstarija preživjela kalvarija je u francuskom gradu Saint-Jean-Trolimon, na jugu Finistèrea, u blizini Pointe de la Torche. Podignuta je na velikoj bazi te uključuje urezane prikaze Posljednje večeri i scene Isusove muke. Vjerski kompleks Kalvarija Zebrzydowska u Poljskoj je 1999. godine upisan na UNESCO-ov popis mjesta svjetske baštine u Europi. Na vrhu brda Križevac u Međugorju, 1933. sagrađen je križ za 1900. godišnjicu razapeća Isusa Krista na kojem se nalazi natpis: "Isusu Kristu, Otkupitelju ljudskog roda, u znak svoje vjere, ljubavi i nade, u spomen 1900. godišnjice Muke Isusove."

## Križni put u Koloseju
Papa Pavao VI. predvodio je prvi put križni put iz rimskoga Koloseja 1964. godine. Od tada, svake se godine tradicijski moli križni put u Koloseju s Papom. Posvetni oblik križnoga puta došao je u prvoj polovici 17. stoljeća iz Španjolske do Italije. Jedan od najvećih promicatelja križnoga puta bio je franjevac sv. Leonardo Portomauricijski, koji je oko 572. izgradio postaje križnoga puta, uključujući i poznati križni put u Koloseju. koji je 1750. godine posvetio papa Benedikt XIV. i proglasio ga mjestom spomena na kršćanske mučenike antike.
Od 1970. do 1978. papa Pavao VI. priredio je meditacije križnoga puta na temelju biblijskih tekstova (1970.); na temelju tekstova pape Lava Velikoga (1971.); sv. Augustina (1972.); sv. Franje Saleškoga (1973.); sv. Ambrozija (1974.); sv. Pavla od Križa (1975.); Crkvenih otaca (1976.); sv. Terezije Avilske (1977.) i sv. Bernarda iz Clairvauxa (1978).
Papa Ivan Pavao II. nastavio je tradiciju i priredio meditativni tekst križnoga puta nadahnut tekstovima pape Pavla VI. (1979.), tekst po Pravilima svetog Benedikta (1980.), na temelju tekstova sv. Katarine Sijenske (1981.), sv. Bonaventure (1982.), i bl. Anđele Folinjske (1983.)
Na kraju izvanredne Svete godine 1984. papa Ivan Pavao II. osobno je napisao meditacije o pojedinim postajama križnoga puta. Od 1985. prema njegovoj želji, tekst križnoga puta sastavljale su druge izabrane osobe. Izvorno, papa Ivan Pavao II. osobno je nosio križ od postaje do postaje, ali je kasnije, kada je ostario i onemoćao predvodio slavlje s pozornice na Palatinu, dok su drugi nosili križ (redovnici, obitelji i dr.) Samo nekoliko dana prije svoje smrti 2005. godine, papa Ivan Pavao II. promatrao je križni put iz svoje privatne kapele.
Na Križnome putu u Koloseju svake godine sudjeluje više od 10 000 vjernika, a velik broj prati preko televizije i radija u cijelome svijetu. Drukčiji raspored postaja križnog puta bio je u godinama 1975., 1991., 2007. i 2008. godine.

## U Hrvatskoj
U svetištu Marija Bistrica uređivanje Kalvarije započeto je po zamisli nadbiskupa Alojzija Stepinca.
Godine 1726., na brežuljku iznad Aljmaša, isusovci podižu „Kalvariju“, za pobožnost Križnog puta. JNA je u blizini napravila bunker i srušila aljmašku Kalvariju. Ponovno je obnovljena 2005. godine.
Uz brdo iznad drevnog franjevačkog samostana i crkve u Cerniku, 2010. godine postavljen je Križni put. Kalvarija se nalazi i u svetištu Trsat u Rijeci.
Na sinjskom Gradu 1998. godine postavljano je četrnaest postaja u bronci pozvanih hrvatskih kipara.
Udruga »Macelj 1945.« i Župa Đurmanec od 2005. održavaju u korizmi Maceljski križni put „Stopama pobijenih”, u spomen na žrtve komunističkih zločina u Maceljskoj šumi.
Dne 12. travnja 2025. održan je prvi križni put u pulskoj areni.

### Planinarski križni put
Planinarski križni put okuplja mlade dva puta godišnje: korizmeni pohod obično je dva tjedna prije Uskrsa, a jesenski drugoga vikenda u mjesecu listopadu. Sastoji se od hoda po nekom kraju i obilaženju četrnaest sakralnih objekata kod kojih se razmatra po jedna postaja križnog puta.
Prvi pohod organizirali su mladi župe sv. Anastazije iz Samobora 1987. godine u Samoborskom gorju, kao svojevrsne duhovne vježbe u planini. Novoosnovana Planinarska bratovština sv. Bernarda preuzela je organizaciju pohoda. Ideja se proširila u hrvatske (nad)biskupije, prvo u Središnjoj Hrvatskoj, a poslije i u Dalmaciji. 
Prvi planinarski križni put u Dubrovačkoj biskupiji održan je 9. i 10. studenoga 2013. godine. Sudjelovalo je 600 mladih predvođenih dubrovačkim biskupom mons. Matom Uzinićem. Iste godine održan je i prvi splitski planinarski križni put od 15 postaja (oko 42 km) na Poljičkoj planini – od rijeke Žrnovnice, nadomak Splitu, do ušća Cetine u Omišu.

## U glazbi
Franz Liszt skladao je Via Crucis za zbor, soliste i klavir ili orgulje 1879. Godine 1931. francuski orguljaš Marcel Dupre improvizirao je i prepisao glazbene meditacije na temelju četrnaest pjesama Paula Claudela, po jedan za svaku postaju križnoga puta.
Djelo Petera Maxwella Daviesa Vesalii Icones (1969.) za plesača, solo violončelo i instrumentalni ansambl također tematizira Križni put i niz crteža iz anatomske rasprave De humani corporis Fabrica' (1543.) belgijskoga liječnika Andreasa Vesaliusa.
David Bowie objavio je 1976. pjesmu "Station to Station" nadahnut postajama Križnog puta. Michael Valenti (uglavnom poznat kao broadwayski skladatelj) napisao je s libretistkinjom Diane Seymour, jedan oratorij s prikazom četrnaest postaja križnog puta pod nazivom "The Way". Premijerno je prikazan 1991. Djelo Stefana Vagninija iz 2002. je modularni oratorij Via Crucis za orgulje, računalo, zbor, gudački orkestar i kvartet limenih puhača, koji prikazuje četrnaest postaja Križnog puta.
Kako se postaje križnoga puta mole tijekom korizmenog vremena u katoličkim crkvama, svaku postaju tradicionalno slijedi stih iz pjesme "Stala plačuć' tužna mati", koju je skladao franjevac Jacopane da Todi u 13. stoljeću.

## Galerija
- 1. postaja: Isusa osuđuju na smrt
- 2. postaja: Isus prima na se križ
- 3. postaja: Isus pada prvi put pod križem
- 4. postaja: Isus susreće svoju svetu Majku
- 5. postaja: Šimun Cirenac pomaže Isusu nositi križ
- 6. postaja: Veronika pruža Isusu rubac
- 7. postaja: Isus pada drugi put pod križem
- 8. postaja: Isus tješi jeruzalemske žene
- 9. postaja: Isus pada treći put pod križem
- 10. postaja: Isusa svlače
- 11. postaja: Isusa pribijaju na križ
- 12. postaja: Isus umire na križu
- 13. postaja: Isusa skidaju s križa
- 14. postaja: Isusa polažu u grob

## Vanjske poveznice

### Sestrinski projekti
|  | Zajednički poslužitelj ima još gradiva o temi Križni put |
|  | Wikizvor ima izvorni tekst Križni put                    |

### Mrežna sjedišta
- Stipan Gerdenić: Uzdisaji verhu svakog sata Muke-Isusove, 1863.
- Križni put Tomislava Ivančića
- Križni put fra Zvjezdana Linića  Arhivirana inačica izvorne stranice od 28. siječnja 2015. (Wayback Machine)
- S Marijom na Križnom putu  Arhivirana inačica izvorne stranice od 28. siječnja 2015. (Wayback Machine)